# Karen Uhlenbeck
Karen Keskulla Uhlenbeck (Cleveland, Ohio, 1942. augusztus 24. –) amerikai matematikus, az Austini Egyetem (University of Texas at Austin) professor emeritája.

## Élete
1986-ban a National Academy of Sciences tagja lett.
2019-ben első nőként elnyerte a legrangosabb matematikai elismerést, az Abel-díjat.